# After Everything Now This
After Everything Now This (en español: Después de todo, ahora esto) es el undécimo álbum de estudio de la banda australiana The Church, publicado el 28 de enero de 2002 a través de los sellos discográficos Cooking Vinyl y Thirsty Ear. 
Luego de su álbum de versiones en 1999, los miembros de la banda tardaron en reagruparse debido a sus proyectos paralelos y vidas personales. Steve Kilbey estuvo realizando conciertos acústicos en Estados Unidos, mientras Willson-Piper tuvo una reunión en vivo con la banda inglesa All About Eve.
En una entrevista de 2019, Steve Kilbey considera a este álbum como su segundo favorito como banda, detrás de Priest=Aura.

## Lista de canciones
Todas las canciones escritas y compuestas por Kilbey/Koppes/Powles/Willson-Piper. 
| N.º   | Título                | Duración |  |
| 1.    | «Numbers»             | 4:29     |  |
| 2.    | «After Everything»    | 6:01     |  |
| 3.    | «The Awful Ache»      | 5:17     |  |
| 4.    | «Song for the Asking» | 5:07     |  |
| 5.    | «Chromium»            | 3:44     |  |
| 6.    | «Radiance»            | 5:58     |  |
| 7.    | «Reprieve»            | 5:39     |  |
| 8.    | «Night Friends»       | 7:20     |  |
| 9.    | «Seen It Coming»      | 4:57     |  |
| 10.   | «Invisible»           | 7:47     |  |
| 56:19 |                       |          |  |

## Créditos y personal
Adaptados desde AllMusic.
The Church
- Steve Kilbey – Voz principal, bajo.
- Peter Koppes – Guitarras, voces de apoyo.
- Tim Powles – Ingeniería, mezcla, percusión, batería, voces de apoyo.
- Marty Willson-Piper – Guitarras, voces de apoyo.

Producción y apoyo
- Don Bartley – Masterización.
- Danny Grigsby – Ingeniero, overdubbing.
- Nic Hard – Ingeniero de overdub.
- Ted Howard – Ingeniero de batería, overdubbing.
- Dave Lane – Piano.
- Dave Trump – Ingeniero.

## Historial de lanzamiento
| País           | Fecha                | Edición        | Discográfica  | Ref.   |
| -------------- | -------------------- | -------------- | ------------- | ------ |
| Reino Unido    | 28 de enero de 2002  | Disco compacto | Cooking Vinyl | [ 10 ] |
| Estados Unidos | 5 de febrero de 2002 | Disco compacto | Thirsty Ear   | [ 11 ] |